# 坂巻航
坂巻 航（さかまき すすむ）は、日本テレビ放送網現在は、報道局ニュースセンター所属。
報道局社会部時代は、皇室担当記者として活動。以前は編成局の情報番組、情報エンタテインメント局プロデューサー、営業局を担当。2012年6月1日より報道局社会部(都庁)担当。2013年12月1日より現職。

## 主な担当番組

### 過去
- ザ・ワイド
- ザ!情報ツウ
- スッキリ!!
- ラジかるッ
- ヒルナンデス!（報道）
- Going!Sports&News（報道プロデューサー）

| スタブアイコン | サブスタブ | この項目は、まだ閲覧者の調べものの参照としては役立たない、人物に関連した書きかけの項目です。この項目を加筆・訂正などしてくださる協力者を求めています（P:人物伝/PJ:人物伝）。 |